# Leela James
Leela James amerikai énekesnő. Professzionális karrierje az 1990-es években indult. Telt karcos hangja Aretha Franklinéhez, Chaka Khanéhoz vagy Tina Turneréhez hasonló.

## Élete
James édesapján keresztül került a zene világába. Apja szerette gospelt, bluest és funkot hallgatni, többek között B.B. King, Marvin Gaye és Al Green dalait. 
James csatlakozott a helyi gospel templomi kórusához. Tizenegy éves korában lépett fel először nyilvánosan. Következő fellépése az Óz, a csodák csodája című dal előadásán volt. Az egyik tanára hallotta Jamest énekelni, és bevette vokálénekesnek a zenekarába.
Leela fő érdeklődési területe valójában a sport volt, de egy térdsérülés véget vetett leendő futókarrierjének. Egy háromtagú zenekarban töltött két év után szólókarrierbe kezdett. Az 1990-es évek végén elkezdte debütáló albumán dolgozni. Első albuma, az „A Change Is Gonna Come” 2005-ben jelent meg. Olyan ismert zenészek, mint Wyclef Jean, Raphael Saadiq és Kanye West segítettek az Jamesnek felvenni az albumot, amely soul, R&B, gospel és blues dalokat tartalmaz.

## Diszkográfia
Stúdióalbumok
- 2005: A Change Is Gonna Come
- 2005: Live in New Orleans
- 2009: Let's Do It Again
- 2010: My Soul
- 2012: Loving You More... In The Spirit Of Etta James
- 2014: Fall For You

## További információ
- Hivatalos oldal
- Leela James a Facebookon
- Leela James az Internet Movie Database-ben (angolul)
- Leela James a Rotten Tomatoeson (angolul)